# セドリック・シモンズ
セドリック・シモンズ（Cedric Tremaine Simmons 1986年1月3日 - ）は、アメリカ合衆国ノースカロライナ州シャーロット出身のバスケットボール選手。ポジションはパワーフォワード。206cm、107kg。

## 経歴
大学はノースカロライナ州立大学でプレイ。2年生のときに、平均11.8得点6.3リバウンド2.6ブロックを記録した。

### NBAでのキャリア(2006-2009)
2006年のNBAドラフトにアーリーエントリーし、ニューオーリンズ・ホーネッツから1巡目15位で指名を受けた。NBA入り後、あまり出場機会に恵まれず、2007-08シーズン前にクリーブランド・キャバリアーズへトレード移籍。その後、シカゴ・ブルズ、サクラメント・キングスと渡り歩いた。

### 日本でのキャリア(2019-)
2019年2月1日、三遠ネオフェニックスに加入。2018-2019シーズンのBリーグでは15試合に出場し、1試合平均31.3分の出場で、12.6得点、8.6リバウンド、1.3アシスト、1.3ブロックという成績を残した。
2019年11月26日、シーホース三河に加入。2019-2020シーズンのBリーグでは14試合に出場し、1試合平均24.6分の出場で、7.9得点、7.6リバウンド、1.4ブロックという成績を残した。
2020-2021シーズンのBリーグでは3チーム（シーホース三河、川崎ブレイブサンダース、琉球ゴールデンキングス）でプレーし、合計18試合の出場で、1試合平均12.9分の出場で、4.5得点、3.6リバウンド、1.1ブロックという成績を残した。
2022年11月17日、三河への再加入が発表された。12月末にインジュアリーリスト入りが発表された。

## ブルガリア代表
ブルガリア代表としてユーロバスケット2013予選に出場経験がある。